# Opera Erotica
Opera Erotica é uma coleção de quadrinhos eróticos lançada no Brasil entre as décadas de 1980-90 pela editora Martins Fontes.

## Títulos
| Lançamento | Título                                   | Autor                              | ISBN            |
| ---------- | ---------------------------------------- | ---------------------------------- | --------------- |
| 01         | "O Clic, a rendição do Sexo"             | Milo Manara                        |                 |
| 02         | "A Vênus das Peles"                      | Guido Crepax                       |                 |
| 03         | "O Amor Próprio Logo se Torna Impróprio" | Martin Veyron                      |                 |
| 04         | "Emmanuelle", de Emmanuelle Arsan        | Guido Crepax                       |                 |
| 05         | "Carmem", de Mérimée                     | Georges Pichard                    |                 |
| 06         | "A Visita"                               | Alex Varenne                       |                 |
| 07         | "Mulheres de Sonho em quadros sonhados"  | Alex Varenne                       |                 |
| 08         | "Justine", de Sade                       | Guido Crepax                       |                 |
| 09         | "A Condessa Vermelha"                    | Georges Pichard e Lo Duca          | ISBN 8533611110 |
| 10         | "A Filha de Wolfland"                    | Franco Saudelli e Ricardo Barreiro |                 |
| 11         | "Linda Adora Arte"                       | Philippe Bertrand                  |                 |
| 12         | "O Perfume do Invisível"                 | Milo Manara                        |                 |
| 13         | "As Pérolas do Amor"                     | Georges Lévis e Francis Leroi      |                 |
| 14         | "A Sobrevivente"                         | Paul Gillon                        |                 |
| 15         | "Corpor a Corpo"                         | Alex Varenne                       |                 |
| 16         | "As 110 Pílulas", de Jin Ping Mei        | Magnus                             | ISBN 853361814X |
| 17         | "Erma Jaguar"                            | Alex Varenne                       |                 |
| 18         | "A Noite Bárbara"                        | Marcello                           |                 |
| 19         | "Aventuras de Liz e Beth"                | Georges Lévis                      | ISBN 8533612095 |
| 20         | "Mona Street"                            | Leone Frollo                       |                 |
| 21         | "Little Ego"                             | Vittorio Giardino                  |                 |
| 22         | "A Arte da Palmada"                      | Milo Manara e Jean Pierre Enard    | ISBN 8533611102 |
| 23         | "O Clic 2"                               | Milo Manara                        | ISBN 8533601050 |
| 24         | " Amores Loucos"                         | Alex Verenne                       |                 |